# Весполате
Весполате (итал. Vespolate) — коммуна в Италии, располагается в регионе Пьемонт, в провинции Новара.
Население составляет 2076 человек (2008 г.), плотность населения составляет 116 чел./км². Занимает площадь 18 км². Почтовый индекс — 28079. Телефонный код — 0321.
Покровителем коммуны почитаются святой Иоанн Креститель, празднование 24 июня, и святой Антоний Великий.

## Демография
Динамика населения:

## Администрация коммуны
- Официальный сайт: http://www.comune.vespolate.no.it